# Les Petites Victoires
Pour les articles homonymes, voir Petites victoires.
Les Petites Victoires est un album de bande dessinée entièrement créé par le Québécois Yvon Roy, postfacé par Régis Loisel, et publié en mai 2017 chez l'éditeur français Rue de Sèvres. 
Un contrat d'adaptation au cinéma a été signé fin juillet 2018 pour une sortie en 2020, lequel a entraîné en réaction une campagne de boycott de la part de militants de l'autisme, en raison d'une vision validiste du handicap. 
Le livre est lauréat de plusieurs prix, et traduit en anglais et vietnamien.

## Contexte
Yvon Roy, 51 ans à l'époque, travaille sur cet album durant un an. L'album est directement inspiré de sa relation avec son fils et de son application personnelle de méthodes comportementales, comme il en témoigne : « J’ai dû développer chez lui la capacité au câlin et ça a été très long. Au début, il était très mécanique ».
Fin juillet 2018, l'auteur et l'éditeur signent un contrat avec Sombrero Films, pour une adaptation cinématographique par Alain Benguigui, dont la sortie est prévue en 2020.

## Histoire
Les Petites Victoires met en scène un couple, Marc et Chloé, qui attend un enfant. L'enfant, Olivier, est autiste. Marc fait le deuil de l'enfant normal qu'il attendait pour accueillir l'enfant qui s'est présenté à lui ; il décide alors de développer des techniques d’apprentissage sur mesure, technique parfois en marge des conseils du domaine médical mais qu'il juge plus adaptées à la réalité particulière de son enfant. Il s'emploie, par exemple, à obtenir d'Olivier qu'il accepte la présence de poussières dans son bain sans faire de crise, puis à modifier ses routines (lui faire faire des mathématiques dans une grande surface, le stimuler à l'aide d'une discipline rigoureuse lors d'activités sportives), à le regarder dans les yeux, ou encore à accepter un câlin dans certaines circonstances, ce qui aboutit à ce que l'auteur nomme de « petites victoires »,.

## Réception critique
Dans BD Gest', M. Moubariki parle d'un « bel album, par le fond autant que par la forme », et d'un « récit touchant, toujours juste et finalement éminemment joyeux ». Dans Actua BD, Patrice Gentilhomme parle d'« un chant vibrant de réconfort pour l’autisme ». Dans Le Huffington Post, Annabel Benhaiem évoque un « père [qui] décrit en BD son combat incroyable contre l’autisme de son fils », ajoutant que la technique décrite par Yvon Roy pour encourager son fils à le regarder dans les yeux a été mise en application avec succès par d'autres parents d'enfants autistes et des professionnels du milieu.
Cet album obtient la mention spéciale au one-shot lors du Prix 2018 du Jury Œcuménique de la BD. Il a aussi reçu le Prix par le Fonds Handicap & Société pour la meilleure biographie, le prix INSPIREO des lycéens 2019 pour le livre le plus inspirant pour la jeunesse et le prix littéraire de la citoyenneté de la ligue d’enseignants de Maine et Loire.

## Polémique
Les Petites Victoires est critiqué par une partie de la communauté autiste en raison de scènes qui nient le consentement de l'enfant (câlins forcés pouvant être douloureux et exposant l'enfant à de futures agressions sexuelles, échange de regard forcé, déplacement de meubles pendant son sommeil) et de phrases validistes appelant à faire le deuil de l'enfant parfait, ou encore à « surmonter » le handicap plutôt qu'à « vivre avec »,. Les critiques se fondent principalement sur la défense du modèle social du handicap. Cette campagne est relayée sur Twitter, via le hashtag #BoycottLesPetitesVictoires. 
L'éditeur n'a pas fait de commentaires,.